# Berthe de Blangy
Pour les articles homonymes, voir Sainte Berthe et Berthe.
Berthe de Blangy, abbesse du monastère mérovingien de Blangy en Artois (Blangy-sur-Ternoise), fille de  Rigobert, comte de Ponthieu, fils naturel de Clovis II  ou plutôt petit-fils de Robert, comte de Boulogne et de Tervanes (Saint Pol), et alors leude de Clovis II. Berthe épousa le comte Sigefroy, premier ber, ou baron, d’Auxi le Château et cousin de Clovis II et donc de la  lignée des princes francs, ou mérovingiens. Après la mort de son époux, Berthe transforma une partie des terres de Blangy reçues en dot de son père Rigobert, en monastère bénédictin pour jeunes filles et dédié au culte de la Vierge Marie. Première abbesse, elle meurt dans ses murs en 723 après que sa charge abbatiale ait été transmise à sa fille Deotile, également religieuse. On lui attribue de nombreux miracles de son vivant et en la priant auprès des reliques .
C'est une sainte chrétienne honorée le 4 juillet  date officielle de sa mort, sous le nom de sainte Berthe,.

## Biographie
Berthe de Blangy est une fille de Rigobert et d'Ursanne, une  fille du roi de Kent, Ercombert, Berthe est donc de lignée royale par sa mère, Bathilde, l'épouse de Clovis II, serait sa grand-tante maternelle. Elle naquit en 642 au château du village de Blangy sur la Ternoise, élevé au rang de Comté par Clovis II à la suite de sa naissance. Elle épouse en 661 le comte  Sigefroi « dont les domaines considérables s’étendaient aux berges de l’Authie ». Ils eurent cinq filles : Gertrude, Deotile, Emme, Gose et Goste, ces deux dernières moururent peu après leur baptême. La troisième, sainte Emme, mariée par ordre du roi des Francs, à un roi d'Angleterre, sera réduite en esclavage. L'époux de Berthe meurt en 678 et fut inhumé avec tous les honneurs près de l'église de Blangy,. Berthe désire alors se retirer de la vie mondaine et fonde ainsi le monastère de Blangy dont elle devient la première mère abbesse (682-723). Elle meurt à l'âge de 79 ans dans les murs du monastère le 4 juillet 723. Ses obsèques solennelles furent présidées par Erkembode, évêque de Thérouanne.

## Fondation d'un monastère royal (682-895)
Le terme abbaye n'apparait pas avant le XIe siècle.
Berthe choisit de se retirer dans les ordres suivant l'exemple de son parent  Adalscaire le comte de Viel-Hesdin qui avait fondé à Auchy, pour sa fille Sicchede le premier monastère de religieuses bénédictines en 673, en faisant appel au moine Bertin, le fondateur du monastère de Saint Omer (Sithiu), la future imposante abbaye de Saint Bertin. Berthe entreprend de bâtir sur ses terres reçues en dot, une église avec des cellules pour s'isoler avec ses deux  filles aînées. Mais l'édifice s'écroula. Sur les conseils de sa belle-sœur, Rictrude de Marchiennes - fondatrice du monastère pour femme de tradition colombanienne (Saint Colomban)-, elle fait un jeûne de trois jours. Selon la légende un ange lui montra les plans d'une église en forme de croix latine, celle-ci devait être assise dans une prairie dépendant du château, près de la rivière Ternoise. Le lieu lui parut confirmé par quatre pierres indiquant la largeur et la longueur du monastère.
En 680, Berthe engage donc la construction d'un monastère bénédictin  (ordre de Saint Benoit et non de Saint Colomban). La consécration, le 5 janvier 682, de l'église abbatiale sur les rives de la Ternoise, dans le pays vallonné et boisé des Morins, fut un événement d'une exceptionnelle solennité en raison du rang royal de Berthe : Ravengerus, coadjuteur de Saint Omer et évêque de Thérouanne présida la cérémonie, assisté de nombreux prélats, l'archevêque de Rouen, les évêques de Paris, de Londres, de Meaux, Nyons et Cambrai, les abbés de Saint Riquier et de Saint Valery et nombreux seigneurs ; 52 femmes, dont  deux de ses filles vinrent y vivre sous la règle de Saint Benoît, avec Berthe comme première mère abbesse.
Dom Rousell relate que, quatre ans plus tard, Berthe fut victime d'un favori du roi Thierry III, qui entendait épouser Gertrude :  Ruodgaire, jeune et puissant seigneur. Débouté par la mère abbesse qui lui refusa sa fille entrée en religion, celui-ci entreprit une campagne de calomnie contre Berthe, l'accusant de trahir le royaume de France pour servir l'Angleterre. En réalisant la gravité de l'attitude et des propos de Ruodgaire à l'endroit de l'héritière d'une des premières maisons du royaume, Thierry III accorda au monastère plusieurs privilèges et immunités portant le sceau royal. Selon, entre autres, Adrien Baillet (1704), elle fit alors bâtir 3 églises, Saint Omer, Saint Vaast et Saint Martin de Tours.
Vers la fin de sa vie, Berthe se démit de sa charge en faveur de sa fille Deotile. Celle-ci mourût et Gertrude fut élue pour lui succéder. Berthe se retira dans une cellule dotée d'une chapelle consacrée par les évêques de Thérouanne et d'Arras, tout en communiquant avec sa communauté à travers une fenêtre de ladite chapelle.
Berthe meurt en 723, à 79 ans. Ses obsèques furent présidées par l'évêque de Thérouanne, Erkembode, et "on lui érigea dans l'église abbatiale un tombeau somptueux. Un grand nombre de miracles la firent canoniser",
"L'abbaye avait de temps immémorial le titre d'abbaye royale et avait pour armes d'azur à trois fleurs de lys d'or posées deux et une".
Le monastère fut sinistré en 882 par les invasions normandes et livrée au pillage puis abandonné, les reliques de la sainte et de ses deux filles furent cependant sauvegardées.

## Une nouvelle abbaye pour les reliques de Sainte Berthe (1062-1791)
Les reliques ont été conservées malgré les nombreuses vicissitudes de l'histoire.
En 871, les incursions des Normands, venus de Scandinavie, contraignirent les religieuses d'Auchy à s'enfuir ; leur monastère sera détruit. Les bénédictines de Blangy se réfugièrent à leur tour en Allemagne, dans le Bas-Rhin : elles demandèrent asile à l'abbesse d'Herastene, ou Erstein - mère Rotrude. Celle-ci fonda le monastère  d'Alziac près de Strasbourg pour les moniales de Blangy et les reliques de Berthe et celles de ses filles. Le monastère de Blangy fut ravagé  par des hordes de Normands en 882, livré au pillage puis abandonné.
Au début du XIe siècle, en 1034 des religieux se fixèrent à Blangy en souvenir de sainte Berthe, deux d'entre eux, Albin et Ebroïn, rapportèrent les reliques d'Allemagne. Selon Adrien Baillet (1704) une partie des reliques resta dans les couvents d'Erstein et d'Alziac. En 1053, Druon (ou Drogon), évêque de Thérouanne, vint à Blangy parmi un nombre considérable de fidèles pour accueillir les moines. Les prêtres furent encouragés par Hersende, une parente d'Arnoul II ou Arnoul de Ternois, comte de Saint-Pol, à reconstruire un couvent. Le successeur de ce seigneur, Roger de Campdavène, rendit les biens usurpés de l'abbaye, et fit bâtir l'église abbatiale. En 1062 Jacques et Isabelle de Labroye, Jean de Tramecourt, Robert d'Ambricourt et d'autres seigneurs du comté de Saint Pol, ajoutèrent d'abondantes donations qu'encouragèrent, dit-on, plusieurs miracles. Des bénédictins de Fécamp purent ainsi s'installer dans la nouvelle abbaye bénédictine Sainte Berthe.
En 1415, on y recueillit des blessés de la bataille d 'Azincourt.
En 1553  lors des violents saccages perpétrés  par les troupes de Charles Quint pour la conquête de Thérouanne et d'Hesdin, les moines furent contraints de s'enfuir à Saint-Omer avec les reliques, Elles y furent conservées  quelque temps avant d'être retournées Blangy. La mandibule (mâchoire inférieure) de Berthe et celle de l'une de ses filles restèrent à Saint Omer. Elles furent retrouvées et remises à Jean de Taschin, abbé de Saint-Jean-du-Mont de Thérouanne qui put les restituer à  Jean Leclerc, abbé de Blangy..
Au lendemain de la révolution de 1789, Dom Drain, 60e et dernier abbé de Blangy fut contraint de vendre l'abbaye en 1791. La châsse de sainte Berthe contenant ce qu'il restait des reliques furent transportée dans l'église paroissiale de Blangy et placée dans une niche derrière le maître-autel.
Le 11 vendémiaire an III, le Directoire du département donna ordre au district de Montreuil de détruire les reliques.
Délibération prise le 11 vendémiaire, "sur une dénonciation faite par le juge de paix du canton de Blangy, district de Montagne-sur-Mer, il existe dans la commune de Blangy, une prétendue châsse d'une certaine fondatrice de la maison religieuse qui existait précédemment dans cette commune, ce qui y perpétue le fanatisme qui se propage dans les communes environnantes. L'assemblée considérant combien il est important de détruire tous les restes du fanatisme et éclairer le peuple que des malveillants entretiennent dans l'erreur, arrête que (...) l'accusateur public, sera envoyé au district de Montagne-sur-Mer, qui nommera un commissaire pris clans son sein pour se transporter en ladite commune et informer sur le fait de la prétendue châsse qu'il fera ouvrir en présence du peuple, de tout quoy il tiendra procès-verbal (...)". Signé : Bertin. Caillot, Grenier, Leducq et Prévost. (Extrait des registres aux délibérations du Directoire du Pas-de-Calais, Archives départementales).
Le commissaire Pruvot-Lebas, administrateur de ce district, se rendit le 20 de ce mois à Blangy. Sous l'effet de la terreur la châsse lui fut  indiquée, il trouva les os de Berthe et de ses filles:  "après un discours plein de blasphèmes, le commissaire Pruvot annonça qu'il allait porter ces reliques à Montreuil pour les faire brûler".
Trois habitants de Blangy, une femme Hannedouche, femme Terrier et " les sieurs Barbier et Démons, au péril de leur vie, vinrent enlever ces reliques et on les cacha dans l'ancienne abbaye jusqu'à des temps meilleurs, où on les replaça dans la châsse qui avait été conservée".
L'église abbatiale fut détruite pendant la Révolution mais les reliques furent sauvegardées et retrouvées par celle et ceux qui les avaient cachées..
Le jeune cardinal Charles de la Tour d'Auvergne, évêque d'Arras, Boulogne-sur-Mer et Saint-Omer (1802-1851)  les fit reconnaître par une ordonnance le 6 août 1803.
En 1880 celles-ci sont l'objet d'un pèlerinage très suivi qui, depuis 1803, se déroule le 4 juillet, date de la fête de sainte Berthe au 12 juillet . En 1869, on décomptait 12 000 pèlerins.
L'abbaye aujourd'hui est tenue et animée par l’Institut Notre-Dame de Vie ( Institut séculier carmélitain) 

## Les miracles attribués à Sainte Berthe de Blangy
Le chanoine Parenty  secrétaire du Cardinal de La Tour d'Auvergne décrit les détails de plusieurs miracles attribués à Sainte Berthe dans La Vie de sainte Berthe, Brissy, 1846.
Elle est invoquée pour les troubles de la vue et contre la foudre. La vue est en relation avec la troisième fille de Berthe, Emme, épouse martyre d'un roi d'Angleterre, réduite en esclave, et qui décéda lors du retour au royaume de France, Berthe fut autorisée à sortir du couvent accompagnée de religieux pour aller à la rencontre de la dépouille : à un kilomètre du monastère, au lieu-dit grandpré, près d'une fontaine, Berthe trouva le cortège funèbre arrêté et demanda à voir le corps :  "oh ma chère fille, mes yeux vous voient, mais les vôtres ne sauraient me voir". Selon la tradition, Emme ouvrit les yeux avec un regard de profonde tendresse et meurt. Une chapelle, Sainte Emme, fut érigée sur le lieu du prodige qui devint un lieu de pèlerinage, l'eau de la fontaine aurait eu depuis la vertu de soigner les maux d'yeux et de calmer la fièvre. Les ossements d'Emme furent ajoutés aux reliques de Berthe et de ses sœurs.